# Эске-Нотр-Дам
Эске́-Нотр-Дам (фр. Esquay-Notre-Dame) — коммуна во Франции, находится в регионе Нижняя Нормандия. Департамент коммуны — Кальвадос. Входит в состав кантона Эвреси. Округ коммуны — Кан.
Код INSEE коммуны — 14249.

## Население
Население коммуны на 2010 год составляло 1382 человека.
| 1962 | 1968 | 1975 | 1982 | 1990 | 1999 | 2010 |
| ---- | ---- | ---- | ---- | ---- | ---- | ---- |
| 252  | 290  | 383  | 571  | 728  | 907  | 1382 |

## Экономика
В 2010 году среди 925 человек трудоспособного возраста (15—64 лет) 762 были экономически активными, 163 — неактивными (показатель активности — 82,4 %, в 1999 году было 75,9 %). Из 762 активных жителей работали 714 человек (375 мужчин и 339 женщин), безработных было 48 (24 мужчины и 24 женщины). Среди 163 неактивных 75 человек были учениками или студентами, 66 — пенсионерами, 22 были неактивными по другим причинам.